# Connecting Humanity
Connecting Humanity es un colectivo que proporciona acceso a Internet a personas en Gaza mediante eSIM donadas, lo que les permite conectarse a redes fuera de Gaza. Está dirigido por Mirna El Helbawi, periodista, escritora y activista egipcia. Más de 200 000 personas en Gaza (alrededor del 10% de la población) han recibido acceso a Internet a través de una eSIM.

## Antecedentes
El Ministerio de Comunicaciones de Israel tiene control sobre las comunicaciones celulares y la tecnología que los palestinos pueden construir, que se ha limitado a 2G. Los ataques directos a la infraestructura de telecomunicaciones por parte de Israel, los bloqueos de electricidad y la escasez de combustible han provocado el colapso casi total de los mayores proveedores de redes celulares de Gaza.
La falta de acceso a Internet ha impedido a los ciudadanos de Gaza comunicarse con sus seres queridos, enterarse de la ofensiva israelí e identificar las zonas más expuestas a los bombardeos y posibles rutas de escape. Los apagones también han dificultado el trabajo de los servicios de emergencia, haciendo más difícil localizar y acceder a los heridos y a las personas necesitadas, y han impedido a las agencias de ayuda humanitaria realizar su trabajo y a los periodistas poder informar sobre la situación en Gaza.

## Uso de eSIM
La periodista, escritora y activista egipcia Mirna El Helbawi descubrió que las personas en Gaza podían utilizar eSIM (una tarjeta SIM programable integrada en un teléfono inteligente) para conectarse a redes remotas, incluidas redes egipcias e israelíes. Las primeras personas con las que pudo conectarse a través de eSIM fueron el periodista egipcio Ahmed El-Madhoun y el periodista palestino Hind Khoudary. El colectivo utiliza eSIM de los proveedores Nomad, Holafly y Simly.

## Impacto
En diciembre de 2023, 200 000 personas que vivían en Gaza (alrededor del 10% de la población) habían recibido acceso a Internet a través de una eSIM.